# Dichomeris marginella
Dichomeris marginella là một loài bướm đêm thuộc họ Gelechiidae. Nó được tìm thấy ở châu Âu.
Sải cánh dài 14–16 mm. Bướm mọc cánh từ tháng 5 đến tháng 8 tùy theo địa điểm.
Ấu trùng ăn Juniperus communis.

## Hình ảnh

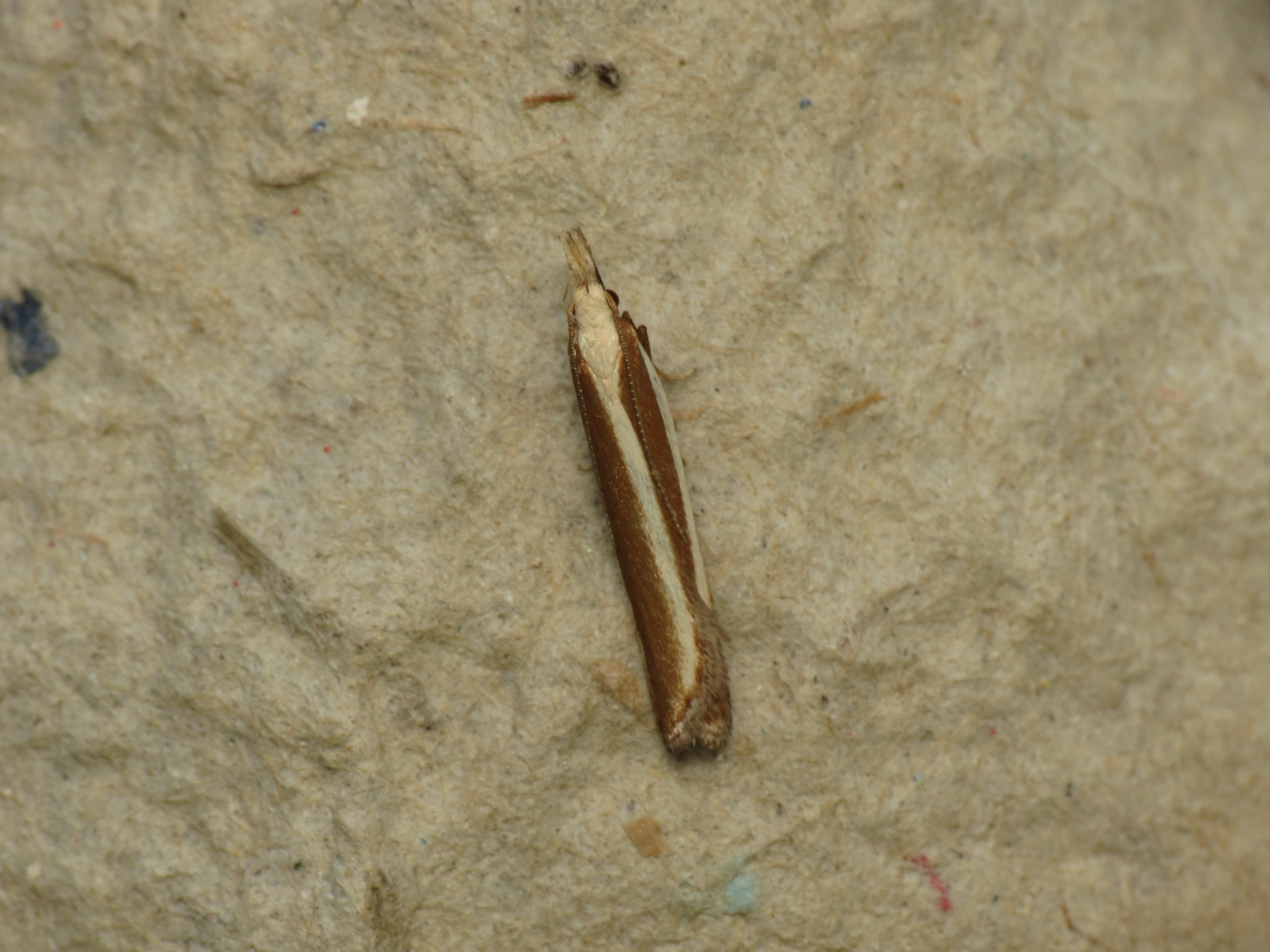
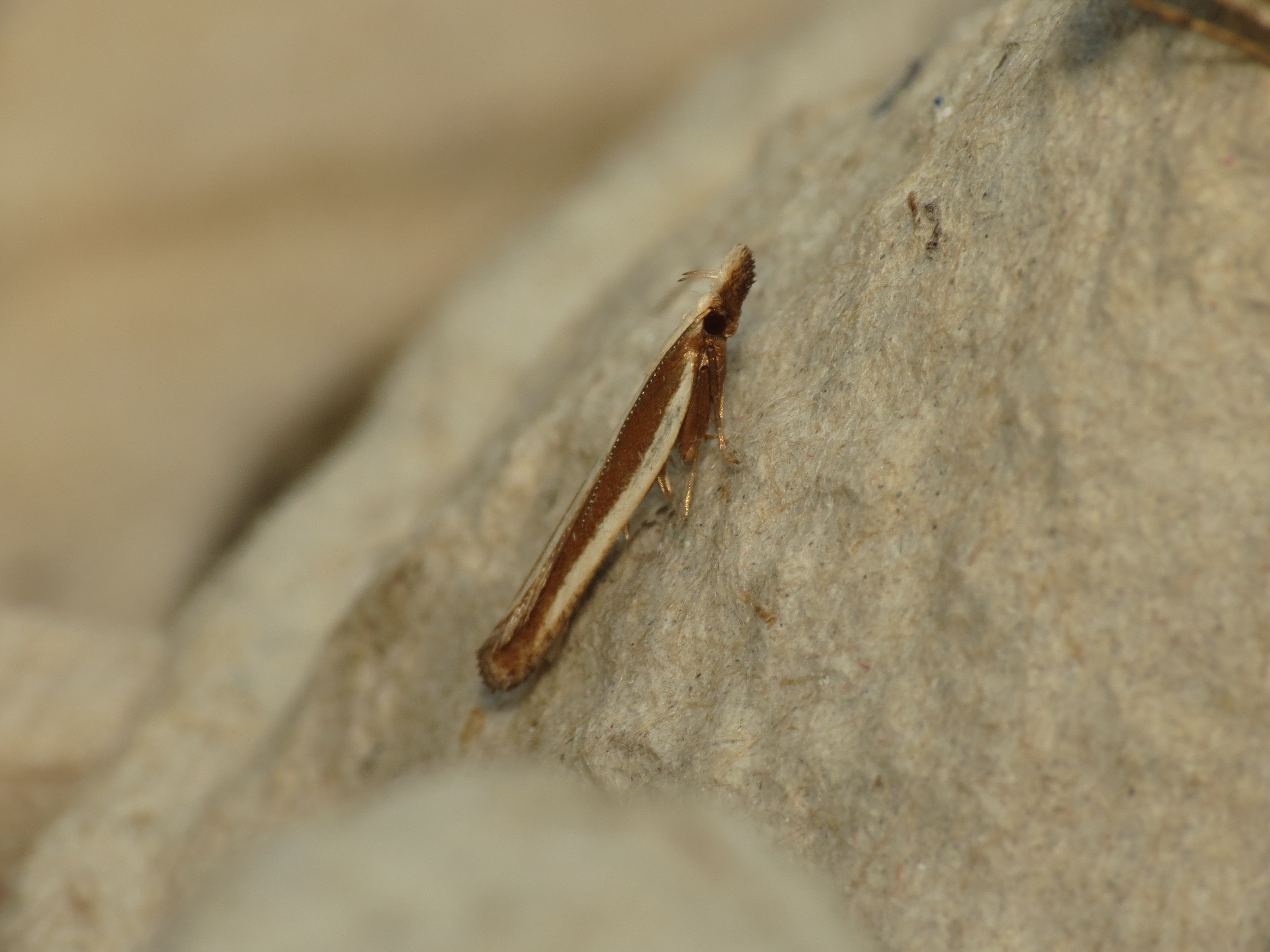
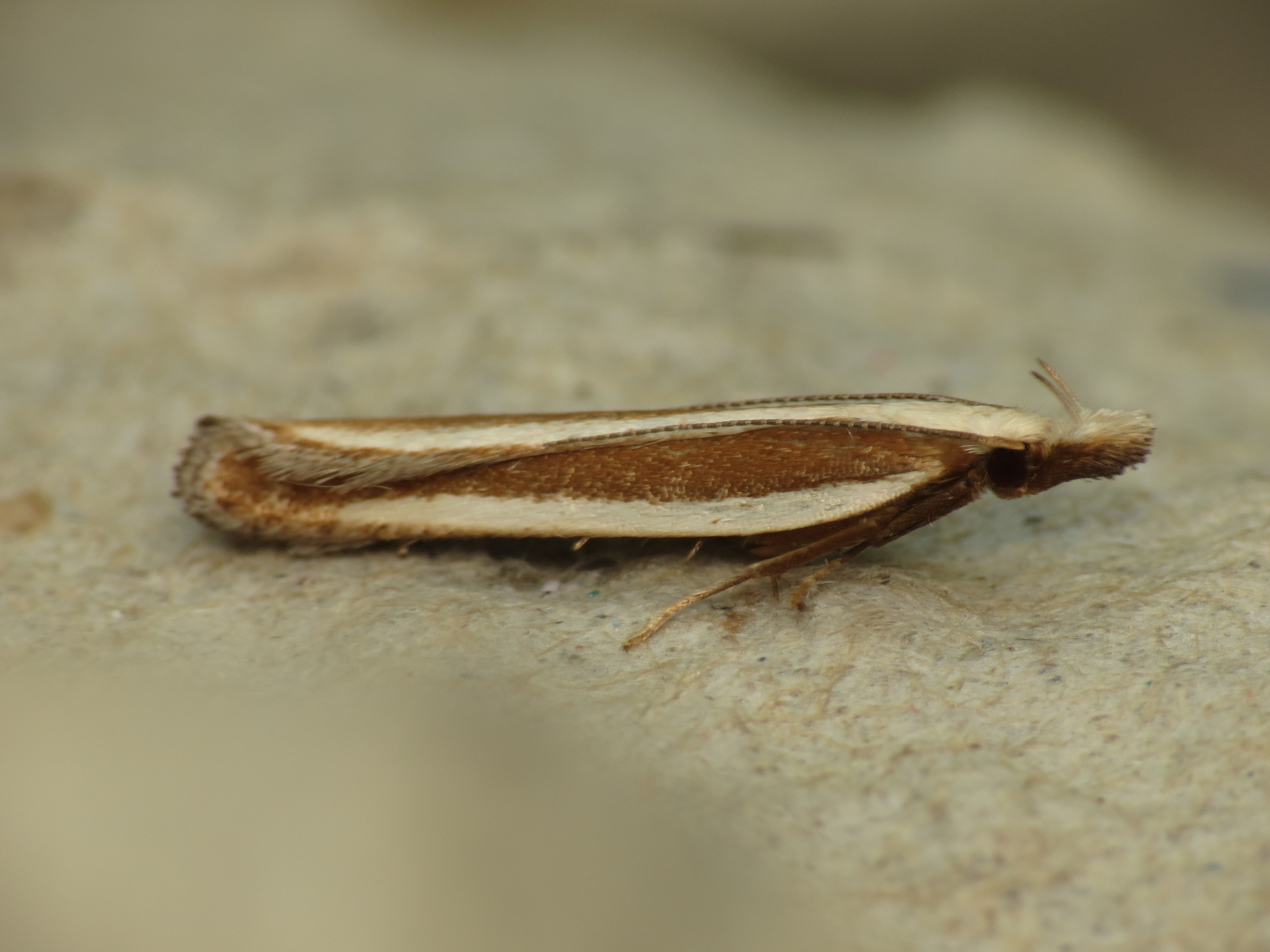
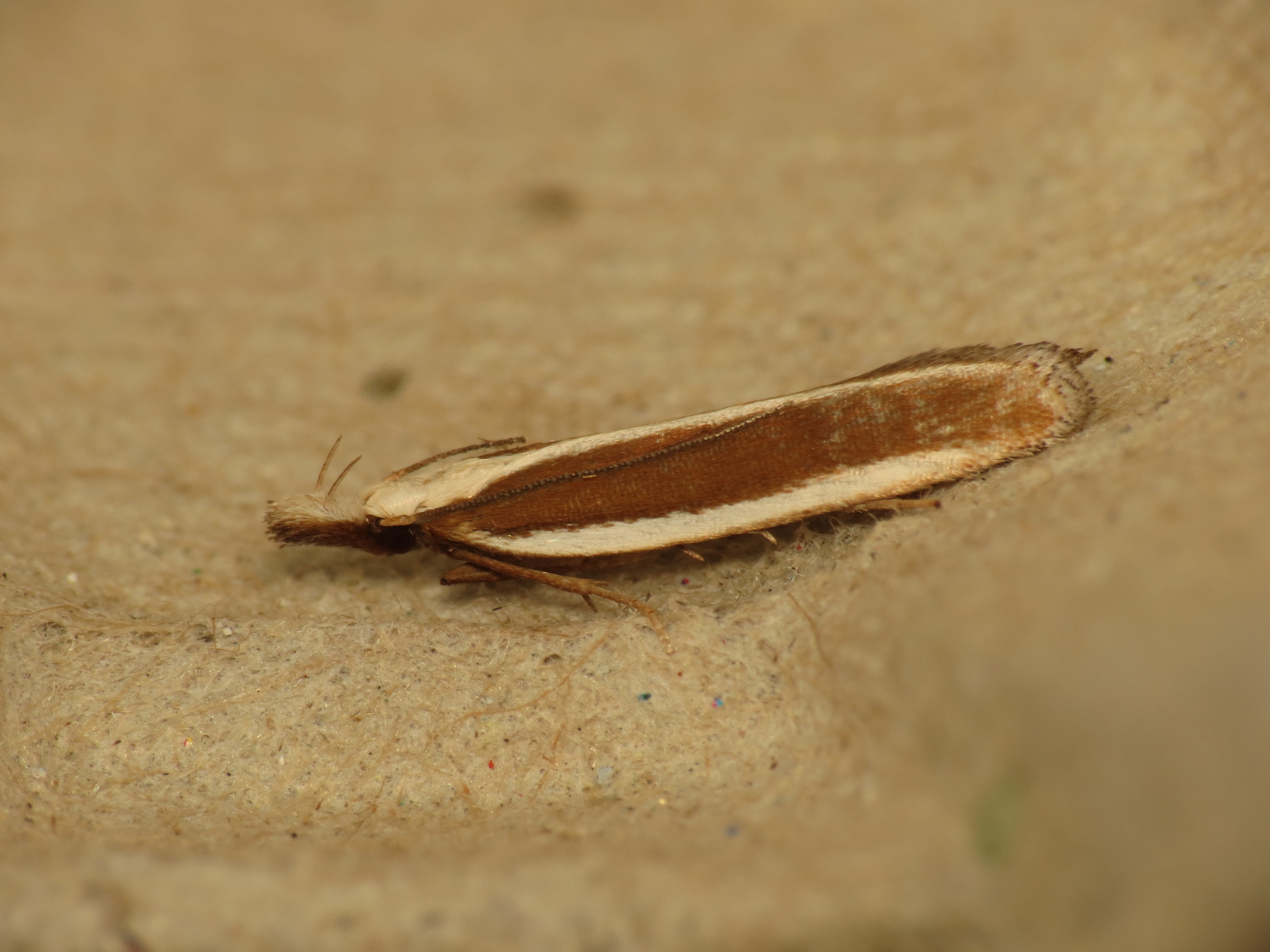